# Vacallo

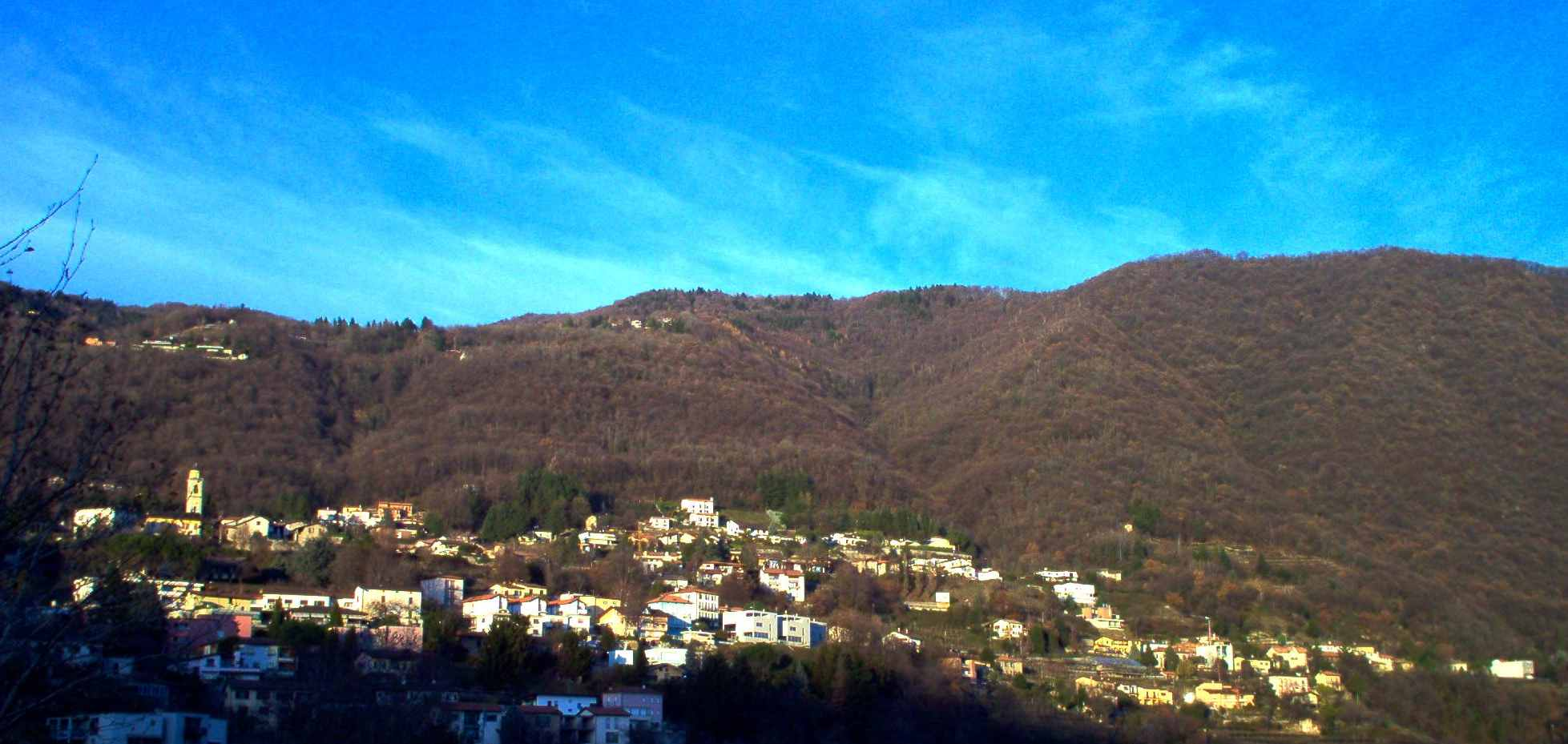
Vacallo

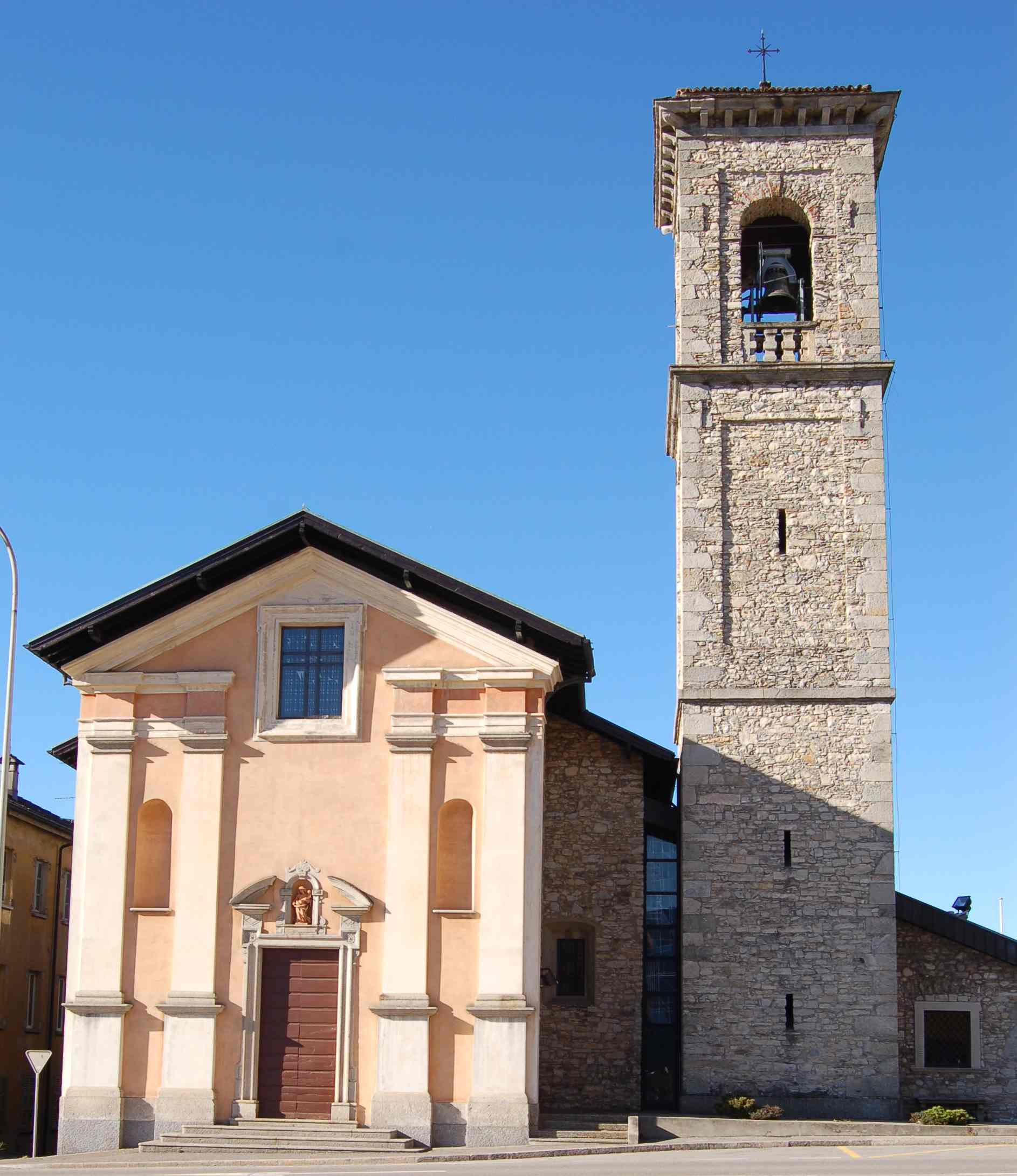
Pfarrkirche Santi Simone und Giuda Taddeo

Kirche Santa Croce

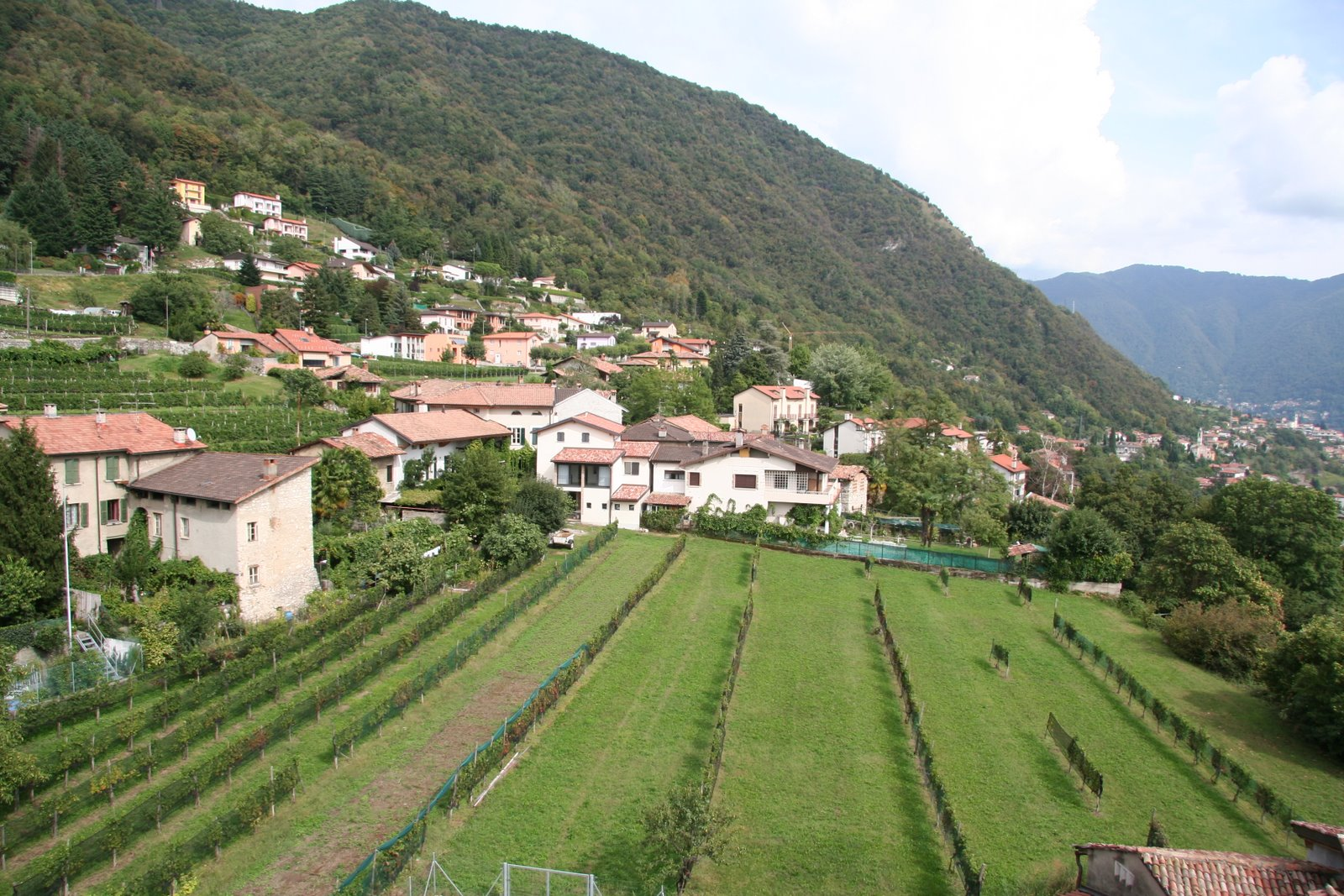
Vacallos Landschaft

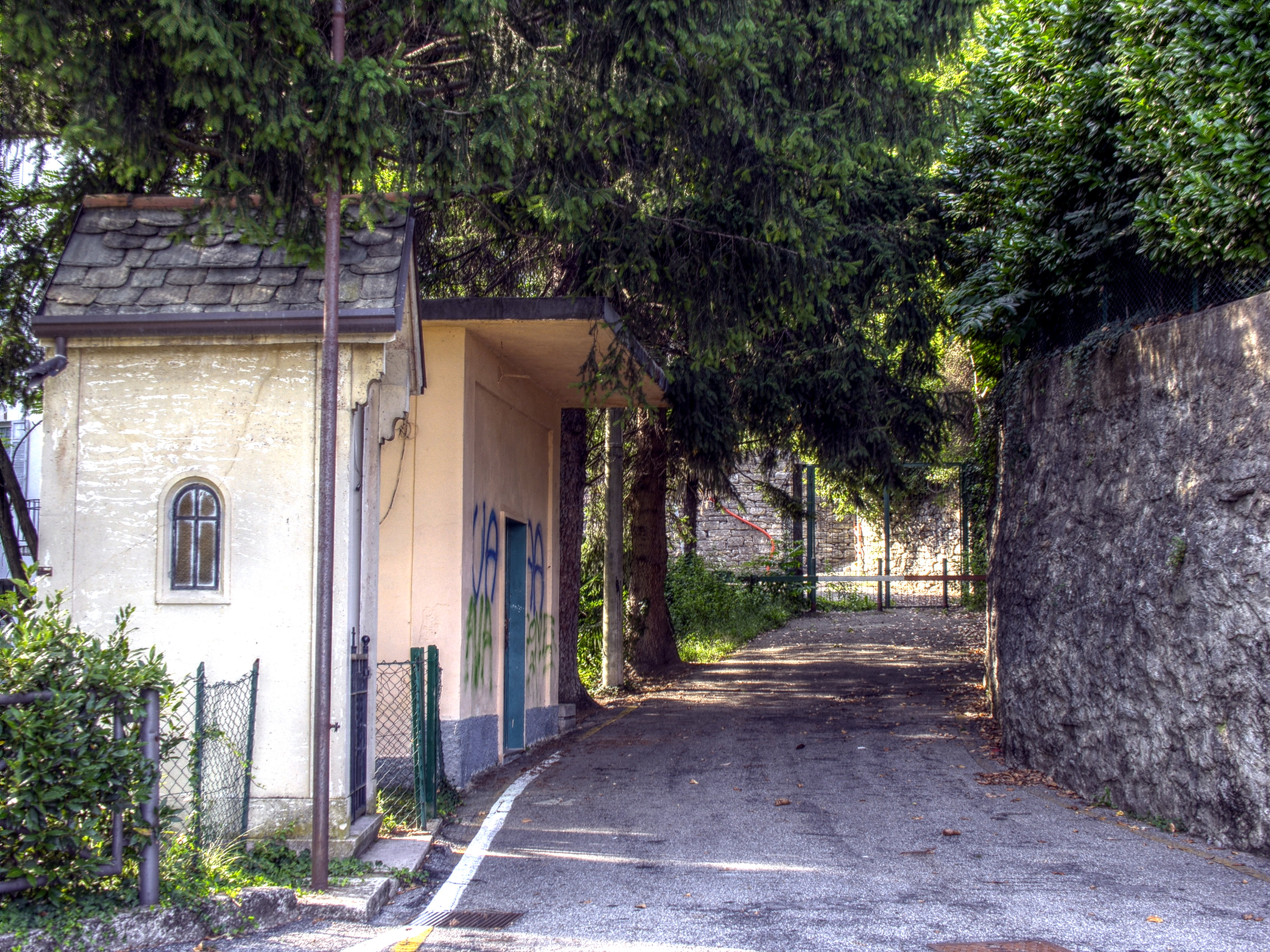
Grenze Maslianico-Roggiana

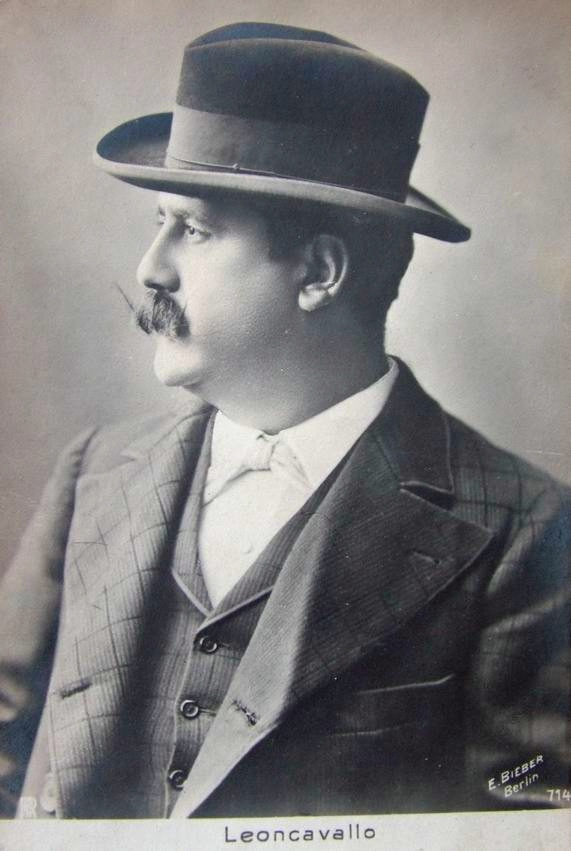
Ruggero Leoncavallo

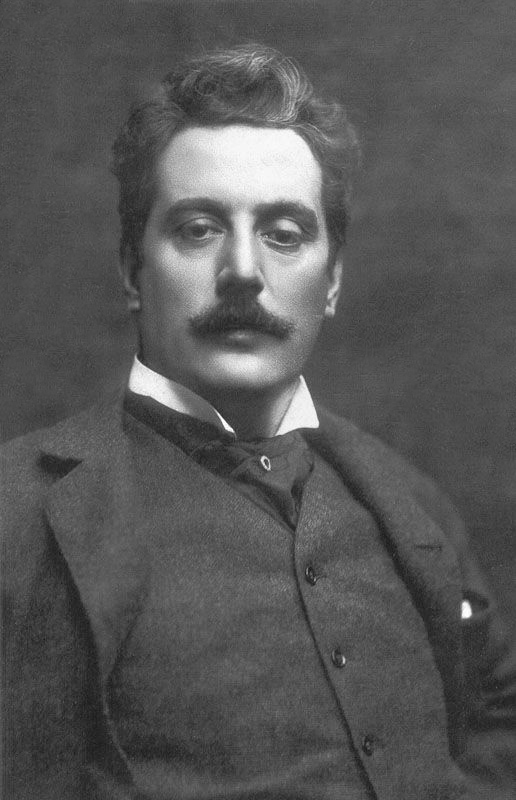
Giacomo Puccini

Vacallo ist eine politische Gemeinde im Kreis Caneggio im Bezirk Mendrisio des Kantons Tessin in der Schweiz an der Grenze zu Italien.

## Geschichte
Zuerst erwähnt wurde Vacallo im Jahre 1202. Es gehörte zunächst zur Gemeinde Balerna, spaltete sich aber 1573 mit der Gründung einer eigenen Pfarrei ab. Erwähnt wird in diesem Zusammenhang die Kapelle oder Kirche Santi Simone e Giuda Taddeo (Apostel Simon Zelotes und Judas Thaddäus). Die barocke Kirche Heiliges Kreuz wurde erst im 17. Jahrhundert um eine bestehende Kapelle herum erbaut.
Vacallo war immer landwirtschaftlich geprägt. Der Weinbau, in der Schweiz Rebbau genannt, der Anbau von Tabak und die Nutzung von Maulbeerbäumen spielten eine wichtige Rolle, was sich auch im Wappen niederschlägt. Die Blasonierung zeigt drei Reben und die Initiale V für Vacallo, die die drei Orte Pizzamiglio, Roggiana und San Simone symbolisieren. In früheren Zeiten hatten das Maurer- und Gipserhandwerk eine grosse Bedeutung. Viele junge gefragte Handwerker aus Vacallo wanderten aus, um in anderen Kantonen zu arbeiten. 1850 hatte Vacallo 550 Einwohner, 1950 waren es 1434, und gegenwärtig sind es über 3300 Einwohner. Heute ist Vacallo ein reiner Wohnort in der Agglomeration im Grossraum Chiasso.
Am 25. November 2007 scheiterte ein Fusionsvorhaben in den Gemeinden Chiasso, Morbio Inferiore und Vacallo.

## Geografie
Vacallo liegt im Osten des Mendrisiotto nördlich von Chiasso, am Nordufer des Flüsschens Breggia, am Fusse des Monte Bisbino. Die Gemeinde besteht aus den Fraktionen Pizzamiglio, Roggiana, San Simone, Vacallo sowie Vacallo Alta und grenzt im Norden an Breggia, im Nordosten an Cernobbio (CO, Italien), im Osten an Maslianico (CO, Italien), im Südosten an Como (CO, Italien), im Süden an Chiasso und im Westen an Morbio Inferiore.

## Bevölkerung
Einwohnerzahlen: Volkszählungsdaten

## Sehenswürdigkeiten
- Pfarrkirche Santi Simone und Giuda Taddeo[10]
- Kirche Santa Croce[10]
- Pfarrhaus[10]
- Casa Puccini[10]

## Kultur
- Katholische Pfarrei[11]
- Evangelisch-reformierte Kirche[12]
- Corale Santa Croce[13]
- Coro Parrocchiale di San Simone[14]
- Gruppo Teatrale Compagnia „I Matiröö“[15]
- Associazione Amici del Teatro del Tempo[16]
- Movimento Ars Dei[17]

## Veranstaltungen
- Polenta e merluzz (Hechtdorsch) am Aschermittwoch
- Fasnacht dei Furchitt
- Tortelli (Ravioli) di San Giuseppe am Vatertag

## Sport
- Società Atletica Vacallo (SAV)[18]
- Staffellauf SAV
- Sportlauf bis Alpe Cavázza (Ende Mai).
- Tennis Club Vacallo[19]

## Persönlichkeiten
- Familie Piotti
  - Bartolomeo Piotti (* um 1520 in Vacallo; † nach 1571 in Balerna), Priester, Plebano der Pieve Balerna 1571.[20]
  - Giovanni Antonio Piotti genannt Vacallo (* um 1547 in Vacallo; † 1596 ebenda), Baumeister, Festungsingenieur des Staates Mailand im Solde Kaisers Philipp II. (Spanien).[21][22]
  - Giuseppe Piotti (* um 1575 in Vacallo; † nach 1603 ebenda), Sohn des Giovanni Antonio, Architekt, Artilleriehauptmann, er zeichnete den Plan der Festung Fuentes bei Colico 1603.[23][24]

- Künstlerfamilie Lironi
  - Giampietro Lironi (* 1624 in Vacallo; † 1692 in Como, vergiftet), Holzschneider, Marmorbildhauer, Stuckateur in Como, Cernobbio und Castel San Pietro[25][26][27]
  - Giovan Pietro Lironi (* 20. April 1638 in Vacallo; † 1692 in Como), Bildhauer, Stuckateur[28]
  - Pietro Lironi (* 1645 in Vacallo; † 1714 in Rom), Bildhauer, tätig im Dom zu Como und in Rom[29][30][31]
  - Filippo Lironi (* um 1675 in Vacallo; † nach 1705 in Rom ?), Maler in Rom, Schöpfer unter dem Pontifikat von Clemens XI.[32]
  - Lorenzo Lironi (* um 1680 in Vacallo; † nach 1721 in Rom ?), Bildhauer in Rom, Schöpfer einer der Statuen am Portikus von St. Peter unter dem Pontifikat von Clemens XI.[33]
  - Giuseppe Lironi (* um 1691 in Vacallo; † 11. September 1746 in Rom), Bildhauer, tätig an der Fassade der Basilika Santa Maria Maggiore in Rom[34][35][36]

- Flaminio Interlenghi (* 1694 in Vacallo: † 1753 ebenda), Sohn des Francesco, Arzt, er studierte in Rom, Polemist[37]
- Luigi Pagani genannt Mattirolo (* 12. Mai 1813 in Vacallo; † 10. Dezember 1902 ebenda), Maurer, Politiker und Räuber, Flüchtling in Argentinien[38]
- Pietro Bernasconi (* 26. Februar 1826 in Morbio Inferiore; † 31. März 1912 in Vacallo), Bildhauer, Schüler und Mitarbeiter von Vincenzo Vela, realisierte mehrere Grabdenkmäler[39][40]
- Ruggero Leoncavallo (1857–1919), Komponist
- Giacomo Puccini (1858–1924), Komponist

- Familie Noseda
  - Romeo Noseda (* 1867 in Vacallo; † nach 1923 ebenda), Arzt, Mitglied des Verfassungsrats 1892, lange Jahre Mitglied des Grossrats, Oberstleutnant 1923.[41]
  - Alfredo Noseda (1869–1955), Bruder von Romeo, Priester, Generalvikar des Bistums Lugano, apostolischer Administrator des Bistums Lugano
  - Giovanni (John) Noseda (* 1869 in Vacallo; † 1945 ebenda), Rechtsanwalt, Doktor der Rechte, Mitglied der Verwaltung der Schweizerischen Nationalbank von 1916 bis 1945.[42]
  - Giorgio Noseda (* 1938 in Mendrisio), Arzt, Politiker, Tessiner Grossrat[43]
  - John Noseda (1948–2022), Rechtsanwalt, Politiker (SSP), Tessiner Grossrat und Generalstaatsanwalt des Kantons Tessin (2010)

- Francesco Rusca (* 4. Oktober 1875 in Basel; † 27. Februar 1956 in Vacallo), Freidenker, Tessiner Grossrat, Nationalrat[44]
- Serge Brignoni (1903–2002), Kunstmaler, Bildhauer und Zeichner
- Rainero Ronchetti (* 21. November 1941 in Vacallo), Maler, Radierer[45]
- Piera Zürcher (* 14. April 1948 in Vacallo), Malerin, Architekturzeichnerin[46]
- Stefania Beretta (* 5. Oktober 1957 in Vacallo), Künstlerin, Fotografin, Landschaft und Architektur[47][48]
- Giona Bernardi (* 25. September 1976 in Lugano; † 10. Juni 2015 in Vacallo), Künstler, Maler und Performer[49]